# Myrtle Cook
Myrtle Alice Cook-McGowan (Toronto, 5 gennaio 1902 – Elora, 18 marzo 1985) è stata una velocista canadese, campionessa olimpica della staffetta 4×100 metri ai Giochi di Amsterdam 1928.

## Biografia
Frequenta la Riverdale High School quando vince i 100 metri nel campionato interscolastico di Toronto. Ai Giochi olimpici del 1928 conquista la medaglia d'oro nella staffetta 4×100 metri con le connazionali Fanny Rosenfeld, Ethel Smith e Jane Bell.

## Palmarès
| Anno | Manifestazione  | Sede      | Evento      | Risultato | Prestazione | Note            |
| ---- | --------------- | --------- | ----------- | --------- | ----------- | --------------- |
| 1928 | Giochi olimpici | Amsterdam | 100 metri   | Finale    | dq          |                 |
| 1928 | Giochi olimpici | Amsterdam | 4×100 metri | Oro       | 48"4        | Record mondiale |